# Phare de Bluff Point
Le phare de Bluff Point (en anglais : Bluff Point Light), également connu sous le nom de Phare de l'île Valcour est un phare actif situé sur l'île Valcour dans le Lac Champlain, dans le Comté de Clinton (État de New York).
Il est inscrit au Registre national des lieux historiques depuis 1993 sous la NRHP référence : 93000873.

## Histoire
Le phare de Bluff Point fut l'un des premiers phares du Lac Champlain. Il fait maintenant partie du parc national Adirondack et est exploité en tant que musée par la Clinton County Historical Association, filiale de l'Alliance culturelle de la côte Adirondack (ACCA).
Pendant près de soixante ans, la maison-phare et sa lentille de Frensel du cinquième ordre a guidé les navires dans le chenal entre l’île de Valcour et l’État de New York. Comme ce fut le cas pour de nombreux autres phares, le gardien de phare de Bluff Point Light était un ancien combattant handicapé de la guerre de Sécession, le major William Herwerth, qui travailla au phare de 1876 à 1881, année de sa mort. Dans une position inhabituelle pour une femme à cette époque, son épouse Mary, se vit confier le commandement du phare qu'elle conserva jusqu'en 1902.
En 1930, le phare a cessé ses activités lorsqu'une tour en acier dotée d'un feu automatisé a été construite au sud du phare, rendant le phare obsolète. Le phare est resté éteint jusqu'en 2002, date à laquelle la United States Coast Guard l'a rallumé en août 2002, bien qu'il n'ait été officiellement remis en service qu'en 2004.
Après la mise hors service du phare en 1930, il a été acheté par un dentiste du Massachusetts qui l’a utilisé comme résidence d’été. Dans les années 1980, le phare est devenu une partie du parc d’État d’Adirondack et le département de la protection de l’environnement de l’ État de New York tient les actes à la maison depuis 1986 et prend en charge tous les frais d’entretien. Depuis lors, l’Association historique du comté de Clinton s’est efforcée de restaurer le phare et de le préserver en tant que musée. En 1999, l’ Adirondack Architectural Heritage (en) a décerné un prix à l’Association pour la gestion du phare.
Accessible uniquement par bateau, le phare est ouvert le dimanche après-midi entre le 1er juillet et la fête du Travail le 2 septembre.

## Description
Le phare  est une tour octogonale avec galerie et lanterne de 12 m de haut, montée sur une maison de gardien de style Empire, en pierre et en bois. La tour et l’étage supérieur de la maison sont recouverts de bardeaux de bois rouges et la partie inférieure est en pierre grise non peinte. La lanterne et galerie sont peintes en blanc.
Il émet, à une hauteur focale de 29 m, un éclat blanc de 0.4 seconde par période de 4 secondes. Sa portée est de 7 milles nautiques (environ 13 km).

## Caractéristiques dufeu maritime
Fréquence : 4 secondes (W)
- Lumière : 0.4 seconde
- Obscurité : 3.6 secondes

Identifiant : ARLHS : USA-065 ; USCG : 7-39470 .

### Lien connexe
- Liste des phares de l'État de New York